# Emmanuel Carrère
Emmanuel Carrère (París, 7 de gener de 1957) és un escriptor, guionista i realitzador francès, diplomat per l'Institut d'Estudis Polítics de París (Sciences Po).

## Biografia
Emmanuel Carrère és el fill de Louis Édouard Carrère, sovint conegut com a Louis Carrère d'Encausse, després de casar-se amb la historiadora i membre de l'Acadèmia Francesa Hélène Carrère d'Encausse.
Carrère va estudiar a l'Institut d'Estudis Polítics de París (més conegut com a Sciences Po). Va viure Indonèsia ensenyant francès fins que va decidir dedicar-se a la literatura.
Gran part de la seva obra, tant de ficció com de no-ficció, se centra entorn els temes principals de la interrogació de la identitat, el desenvolupament de la il·lusió i el sentit de la realitat. S'han fet adaptacions cinematogràfiques de diverses de les seves novel·les; el 2005 va dirigir personalment l'adaptació cinematogràfica de la seva novel·la El bigoti. També va ser el president del jurat d'Inter 2003.
Formà part del jurat del Festival de Canes els anys 2010 i 2012.

## Obres
- Novel·les i narrativa:
  - L'Amie du jaguar, Flammarion, 1983.
  - Bravoure, 1984. Prix Passion 1984, Prix de la Vocation 1985.
  - La Moustache, 1986 (El bigoti, trad. de Ferran Ràfols Gesa; LaBreu, 2014).
  - Hors d'atteinte, 1988. Prix Kléber Haedens 1988.
  - La Classe de neige, 1995. Prix Femina 1995.
  - L'Adversaire, 2000 (L'Adversari, trad. de Marta Marfany; Empúries/Anagrama, 2000).
  - Un roman russe, 2007 (Una novel·la russa, trad. d'Ona Rius; Anagrama/Empúries, 2008).
  - D'autres vies que la mienne, 2009 (Vides que no són la meva, trad. de Ferran Ràfols Gesa; Anagrama, 2024).
  - Limonov, 2011. Premi Renaudot de l'any 2011
  - Le Royaume, 2014 (El Regne, trad. de Jordi Martín; Anagrama, 2015).
  - Yoga,  2019 (Ioga, trad. de Ferran Ràfols Gesa; Anagrama, 2021).
  - V13, 2022.
- Articles:
  - Werner Herzog, Ediling, París 1982, ISBN 2-85601-017-2. Monografia sobre el realitzador.
  - Le Détroit de Behring, 1986. Grand Prix de la science-fiction 1987.
  - Je suis vivant et vous êtes morts, Le Seuil, 1993, biografia novel·lada de Philip K. Dick.
  - Le dernier des possédés.

## Filmografia
- Llargmetratges
  -  La Classe de neige de Claude Miller, adaptació de la novel·la del mateix títol. Premi especial del jurat del Festival de Canes, 1998.
  - Angel, 1999.
  - L'Adversaire, 2002.
  - Le soldat perdu, reportatge (2003).
  - Retour à Kotelnitch, documental (2003).
  - La Moustache, director i coguionista, amb Jérôme Beaujour (2005).
- Telefilms:
  - Léon Morin prêtre.
  - Monsieur Ripois.
  - Le Blanc à lunettes, a partir d'una novel·la de Georges Simenon.
  - Les Clients d'Avrenos, a partir d'una novel·la de Georges Simenon.
  - Pêcheur d'Islande, a partir d'una novel·la de Pierre Loti.
  - Denis, amb guió de Catherine Corsini.
  - Désiré Landru.
  - Sous les vents de Neptune de Josée Dayan, guionista (2008).
  - L'Homme aux cercles bleus de Josée Dayan, coguionista (2009).
  - L'Homme à l'envers de Josée Dayan, guionista (2009).